# Rana cangyuanensis
Rana cangyuanensis är en groddjursart som beskrevs av Yang 2008. Rana cangyuanensis ingår i släktet Rana och familjen egentliga grodor. Inga underarter finns listade i Catalogue of Life.